# گمینا پژچیشوو
گمینا پژچیشوو (به لهستانی:  Gmina Przeciszów) یک گمینا در لهستان است که در شهرستان اوشوینچیم واقع شده‌است. گمینا پژچیشوو ۳۵٫۴ کیلومتر مربع مساحت و ۶٬۶۷۹ نفر جمعیت دارد.